# Dresdener Sportgeräte
Die Dresdener Sportgeräte GmbH (DSG) war einer der führenden Hersteller von Bobs. Das aus einem Fertigungszweig des VEB Flugzeugwerft Dresden hervorgegangene Unternehmen hatte Kundschaft in 38 Nationen.
Rund die Hälfte aller olympischen Goldmedaillen von 1980 bis 2007 wurde mit Bobs aus Dresden errungen. Mehr als 40 der ca. 60 im Weltverband FIBT organisierten nationalen Verbände haben DSG-Bobs oder zumindest wesentliche Bestandteile in dieser Hightech-Schmiede erworben.
Ein Geschäftsführer und Inhaber, Stephan Weber, war früher im VEB Formplast Rübenau tätig. Dort erfolgte u. a. die Herstellung der Kunststoffteile und Hauben der ersten in der DDR gebauten Bobs. Weber ist auch Geschäftsführer des Kunststoffverarbeiters in Olbernhau, der die heutigen Hauben aus glasfaserverstärktem Polyesterharz oder kohlenstofffaserverstärktem Epoxydharz (CFK) liefert.
Die DSG hat nach insgesamt 303 gebauten Zweier- und Viererbobs aufgrund schlechter Auftragslage am 31. Januar 2014 ihren Betrieb eingestellt.